# Kopenkamp
Kopenkamp ist ein Stadtteil von Stade in Niedersachsen, der zwischen 1920 und 1955 entstanden ist. Er ist nach dem Vorbild der Gartenvorstadt entstanden und wird daher auch als Gartenstadt bezeichnet.
Nachweisbar ist der Name Kopenkamp schon seit dem 17. Jahrhundert. Der Name stammt von den Kopenführern, die als Wasserfahrer die Stadt mit Wasser versorgten und auch bei Bränden mit ihren Wasserfässern, den Wasserkopen, das Löschwasser herbeischafften. Da der Kopenführer Pferde für den Transport des Wassers halten musste, wurde ihm von der Stadt das Gelände des Kopenkamp zur Verfügung gestellt.
Im Jahre 1858 wurde das Land in Parzellen aufgeteilt und verpachtet. Ab 1919 trug man das Gelände ab und machte es zu Bauland. Die erste Straße im Stadtteil ist Am Kopenkamp, die heute den Namen Frommholdstraße führt.
Die Geschichte des Kopenkamp als Siedlung beginnt mit der Gründung der Baugenossenschaft Kopenkamp. Für die hier zusammengeschlossenen zehn Siedlerfamilien sollten in der Goebenstraße fünf Doppelhäuser errichtet werden. Die Baugenossenschaft ging 1922 in der Gemeinnützigen Bau- und Siedlungsgenossenschaft "Eigenheim" auf, die acht Doppelhäuser auf dem Kopenkamp errichtete.
1925 gelang es der Genossenschaft das städtische Gelände auf dem Kopenkamp durch Erbbaurecht zu übernehmen. In der Friedrich-Ebert-Straße wurden die ersten fünf Doppelhäuser errichtet. Im Frühjahr 1926 wurde u. a. die Abtragung des Kopenkamps zur Baulandgewinnung als Notstandsarbeit durchgeführt um die Arbeitslosigkeit in Stade zu lindern. In der Siedlung Kopenkamp entstanden bis 1931 204 Wohnungen, die sich in der Thuner-Straße, Umgehungsstraße (heutige B 73), Talstraße und Karl-Kühlcke-Straße konzentrierten.
Die vorherrschende Bauform waren Doppelhäuser. Ausnahmen sind das 1926/27 errichtete 16-Familien-Haus in der Friedrich-Ebert-Straße mit dem Spitznamen Völkerbundspalast und das 1928 errichtete Konsumhaus Thuner-Straße 78. 1931 entstanden unter dem Einfluss der Depression Kleinwohnungen am Goetheplatz.
Eine zweite Bauphase erfolgte Anfang der 1950er Jahre, um die durch die Flüchtlinge verursachte Wohnungsnot abzubauen.
Der Kopenkamp wird eingegrenzt im Nordwesten durch die Talstraße, im Nordosten durch die Wilhelm-Sietas-Straße und die Frommholdstraße und im Südosten durch die Thuner Straße. Seit ihrem Bau 1955–57 bildet die  B 73 die südwestliche Grenze des Kopenkamp.